# Dyshidrose
 (janvier 2011).
Si vous disposez d'ouvrages ou d'articles de référence ou si vous connaissez des sites web de qualité traitant du thème abordé ici, merci de compléter l'article en donnant les références utiles à sa vérifiabilité et en les liant à la section « Notes et références ».
 Mise en garde médicale

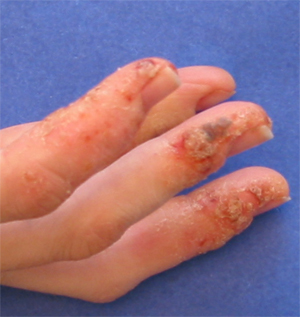
Dyshidrose de la face latérale des doigts à un stade avancé.

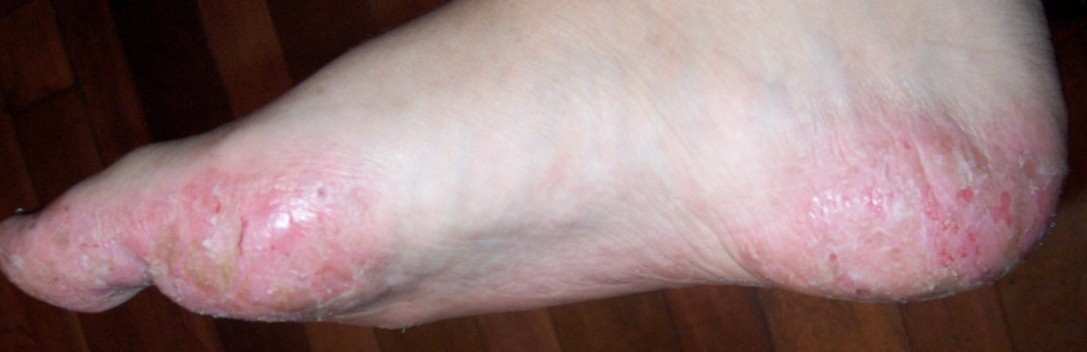
Dyshidrose plantaire.

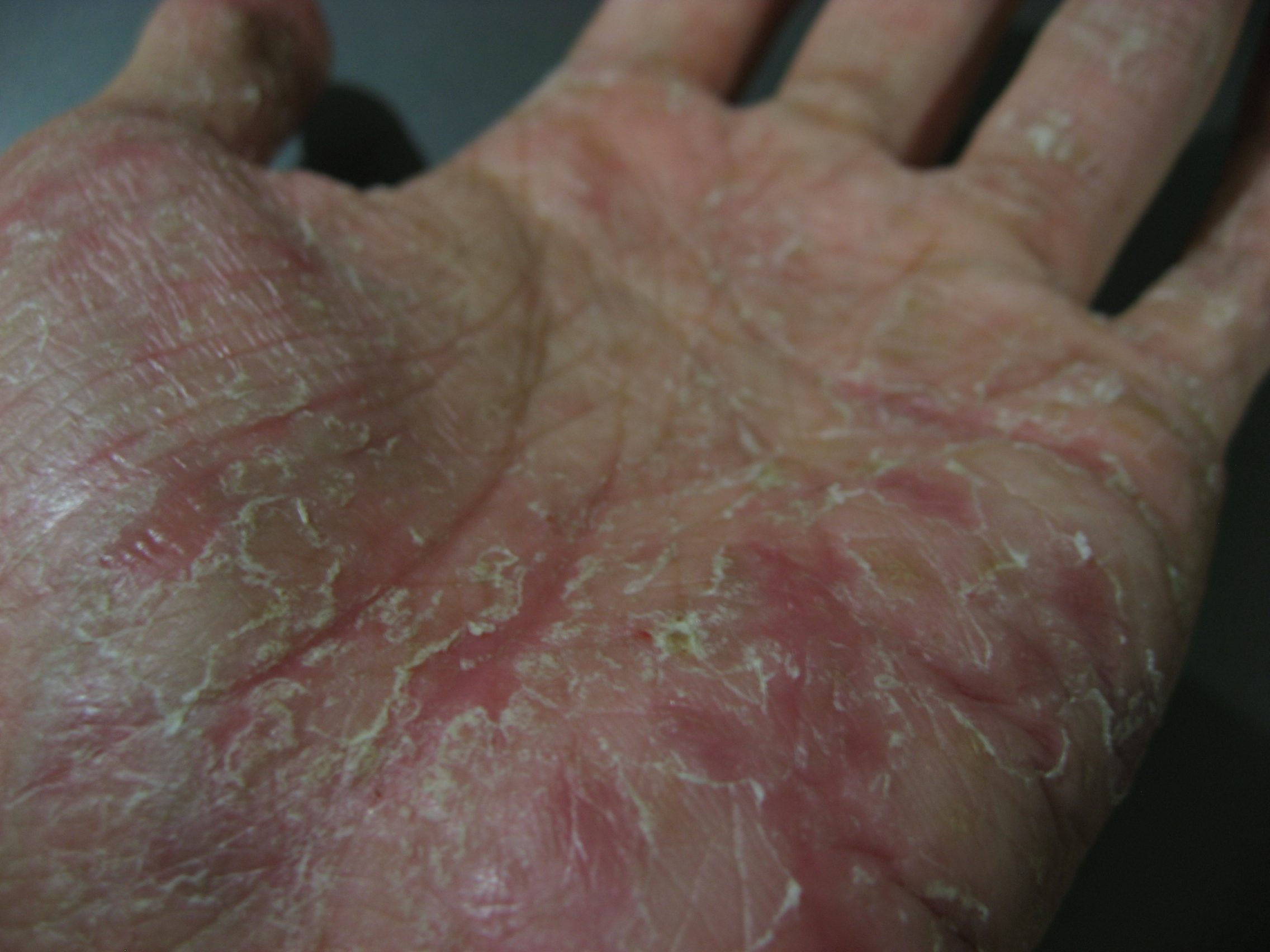
Importante atteinte de dyshidrose palmaire en phase régressive érythémato-squameuse.

La dyshidrose, ou dysidrose (également appelée pompholyx, terme généralement réservé aux cas de vésicules pruritiques profondes), est une forme d'eczéma, dit « eczéma bulleux », surtout présent sur les faces palmaires et/ou plantaires. Le nom de cette maladie signifie « mauvaise sueur », car on considérait autrefois que le liquide qui se formait à l'intérieur des petites cloques était une sorte de sueur.

## Symptômes
Elle consiste en la survenue de petites boursouflures présentant les caractéristiques suivantes :
- vésicules très petites (1 mm ou moins en diamètre), qui apparaissent sur les bouts et les côtés des doigts des mains et pieds, paumes et semelles ;
- vésicules opaques et profondément installées ; soit elles affleurent à peine à la surface de la peau, soit elles sont légèrement élevées et ne se cassent pas facilement. Par la suite, les petites boursouflures peuvent se rassembler et en former de plus grandes ;
- vésicules pouvant démanger, être douloureuses, ou être asymptomatiques. Certains malades arrivent à diminuer le nombre de vésicules en les asséchant, par exemple en se lavant souvent les mains, alors que d'autres disent que les vésicules empirent après contact avec le savon, l'eau ou des substances irritantes ;[réf. nécessaire]
- gratter les vésicules les casse, relâchant le fluide s'y trouvant, produisant une croûte sur la peau qui par la suite craque. Ce craquement est douloureux et les soins prennent généralement plusieurs semaines, voire plusieurs mois ;
- le fluide contenu dans les vésicules est du sérum, qui s'accumule entre les cellules de la peau irritée.

## Causes
Les causes sont inconnues mais la plupart du temps liées à une transpiration excessive pendant les périodes d'anxiété, stress et/ou frustration. Chez certains patients, la dyshidrose ne se manifeste qu'entre le milieu du printemps et l'automne, ou bien encore après l'exposition prolongée à la lumière du soleil.
Elle n'est pas causée par une conservation de la sueur, comme cela fut cru par le passé ; cependant garder la peau humide peut déclencher ou empirer une manifestation. C'est pour cette raison que les fibres naturelles pour les gants, chaussettes et chaussures sont préférables aux matériaux qui respirent mal.
Il existe certains facteurs de risque :
- Peut-être l'effet secondaire de problèmes intestinaux. Certains patients affirment que des régimes peuvent soulager les symptômes (soulageant l'état interne de la maladie de Crohn, de la rectocolite hémorragique ou l'infection intestinale de levure).[réf. nécessaire]
- Infections mycotiques. La dyshidrose serait une manifestation à distance d'une dermatophytose dont il conviendrait de rechercher le foyer mycosique, généralement un onyxis ou un intertrigo interdigito-plantaire.[réf. nécessaire]
- La dyshidrose est souvent liée à l'atopie et plus encore, aux allergies aux métaux (nickel, cobalt, chrome). Elle peut également être liée à une allergie alimentaire.[réf. nécessaire]. Quand elle survient sur les pieds, accompagnée de démangeaisons ou de sensations de brûlures, la cause peut-en être une allergie à de nouvelles chaussures contenant des produits chimiques irritants tel que le diméthylfumarate[3] ou autres substance allergène. Pour traiter dans ce cas, ne plus mettre les chaussures responsables (signaler le problème à la DGCCRF) et tout rentrera dans l'ordre au bout de quelques jours ou quelques semaines selon la gravité de l'attaque.
- Peut être causée par le contact avec certaines plantes.[réf. nécessaire]
- L'alimentation, notamment une consommation importante de sucre raffiné, de viande de porc et de produits laitiers, seraient un facteur déclencheur important.[réf. nécessaire]

## Évolution de la maladie
La dyshidrose est une maladie chronique qui évolue par poussées, séparées par des périodes calmes avec très peu, ou aucune, formation bulleuse. Il existe des facteurs déclencheurs de poussées, malheureusement mal définis : sudation importante, stress, mauvaise hygiène de vie, mycoses, etc.
La maladie peut régresser spontanément et disparaître pendant une longue période, mais peut aussi revenir ponctuellement ou complètement.
Le port de gants ou une exposition supplémentaire à la cause augmente la sensibilité et aggrave les poussées ; L'évolution est lente ensuite (plusieurs mois) et les soins doivent décroitre pour obtenir une rémission (exemple crème corticoïde suivie d'eau thermale ...)[réf. nécessaire]

## Traitements
Aucun traitement systématique pour le moment, il est conseillé d'avoir une bonne hygiène (se laver les pieds et/ou les mains 3 fois par jour), et dans le cas de dyshidrose plantaire, marcher le plus souvent pieds nus.
Bien que le maintien d'une bonne hygiène soit conseillé sur les zones touchées, l'apparition des symptômes n'est pas provoquée par une mauvaise hygiène.
Certains composés sont utilisés pour combattre les crises :
- Acide borique ;
- Peroxyde d'hydrogène ;
- Permanganate de potassium ;
- Pommade ou crème cortisonée ;
- Tacrolimus local ;
- Dakin ;
- Badigeon à l'éosine aqueuse.

D'autres techniques sont utilisées : Ciclosporine dans les cas les plus graves, PUVA-thérapie